# La beffa dell'amore
La beffa dell'amore (Chances) è un film del 1931 diretto da Allan Dwan. La sceneggiatura di Waldemar Young si basa su Chances, romanzo di Arthur Hamilton Gibbs pubblicato a Boston nel 1930.

## Produzione
Le riprese del film, prodotto dalla First National Pictures (con il nome a First National-Vitaphone Picture) (controlled by Warner Bros. Pictures Inc.), terminarono alla fine di marzo 1931.

## Distribuzione
Distribuito dalla Warner Bros. Pictures (con il nome The Vitaphone Corporation), il film uscì nelle sale cinematografiche statunitensi il 18 luglio 1931 con il titolo originale Chances (nel Regno Unito, il titolo fu cambiato in Changes).